# Carl Friedrich von Langen
Carl Friedrich von Langen-Parow  (Klein Belitz, 25 juli 1887 – Potsdam, 2 augustus 1934) was een Duits ruiter, die gespecialiseerd was in dressuur en springen.
Gedurende de Eerste Wereldoorlog was Von Langen cavalerie-officier geweest, met de rang van  ritmeester. Aan het front was hij gewond geraakt, waarna hij ook een ernstige ziekte had overleefd. Met veel doorzettingsvermogen revalideerde hij, vooral door paard te blijven rijden. Vanaf 1920 was Von Langen weer fit genoeg, om zich op het beoefenen van de paardensport toe te leggen.
Von Langen nam deel aan de Olympische Zomerspelen van 1928 en won toen zowel individueel als in de landenwedstrijd bij de dressuur de gouden medaille. Tijdens dezelfde Spelen nam hij deel aan het springconcours en behaalde de achtentwintigste plaats individueel en de zevende plaats met het team.
In 1930 werd Von Langen lid van de NSDAP en van de SA. Binnen die verbanden was hij een krachtig propagandist voor de paardensport. In 1934 kwam Von Langen met zijn paard tijdens een military zwaar ten val, en overleed aan de gevolgen daarvan. 
Na Von Langens dood is er in 1936 een nazi-propagandaboek met de titel ... und reitet für Deutschland over hem gemaakt,  waarin hij als Duitse held werd voorgesteld. Dit boek was de basis voor een beruchte, in 1941 uitgekomen, nazi-propagandafilm, met dezelfde titel, maar met een andere, gefingeerde naam voor de hoofdpersoon.  De titelrol in die film werd gespeeld door de beroemde acteur Willy Birgel.

## Resultaten
- Olympische Zomerspelen 1928 in Amsterdam  individueel dressuur met Draufgänger
- Olympische Zomerspelen 1928 in Amsterdam  landenwedstrijd dressuur met Draufgänger
- Olympische Zomerspelen 1928 in Amsterdam 28e individueel springconcours met Falkner
- Olympische Zomerspelen 1928 in Amsterdam 7e landenwedstrijd springconcours met Falkner

- Gemeinsame Normdatei: 118569449
- International Standard Name Identifier: 0000 0000 1018 9485
- Nederlandse Thesaurus van Auteursnamen: 130312266
- Virtual International Authority File: 50017504
- WorldCat: E39PBJt3X6Wm8Mvtwqm7yYWbh3

1912: Carl Bonde ·
1920: Janne Lundblad ·
1924: Ernst Linder ·
1928: Carl Friedrich von Langen ·
1932: Xavier Lesage ·
1936: Heinz Pollay ·
1948: Hans Moser ·
1952: Henri Saint Cyr ·
1956: Henri Saint Cyr ·
1960: Sergej Filatov ·
1964: Henri Chammartin ·
1968: Ivan Kizimov ·
1972: Liselott Linsenhoff ·
1976: Christine Stückelberger ·
1980: Elisabeth Theurer ·
1984: Reiner Klimke ·
1988: Nicole Uphoff ·
1992: Nicole Uphoff ·
1996: Isabell Werth ·
2000: Anky van Grunsven ·
2004: Anky van Grunsven ·
2008: Anky van Grunsven ·
2012: Charlotte Dujardin ·
2016: Charlotte Dujardin ·
2020: Jessica von Bredow-Werndl ·
2024: Jessica von Bredow-Werndl
1928: von Langen, Linkenbach, Lotzbeck ·
1932: Lesage, Marion, Jousseaume ·
1936: Pollay, Gerhard, Oppeln-Bronikowski ·
1948: Jousseaume, Saint-Fort Paillard, Buret ·
1952: Saint Cyr, Boltenstern, Persson ·
1956: Saint Cyr, Boltenstern, Persson ·
1964: Boldt, Klimke, Neckermann ·
1968: Neckermann, Klimke, Linsenhoff ·
1972: Petoesjkova, Kizimov, Kalita ·
1976: Boldt, Klimke, Grillo ·
1980: Kovsjov, Oegrjoemov, Misevitsj ·
1984: Klimke, Sauer, Krug ·
1988: Klimke, Linsenhoff, Theodorescu, Uphoff ·
1992: Balkenhol, Uphoff, Theodorescu, Werth ·
1996: Balkenhol, Schaudt, Theodorescu, Werth ·
2000: Werth, Capellmann, Salzgeber, Simons-de Ridder ·
2004: Kemmer, Schmidt, Schaudt, Salzgeber ·
2008: Kemmer, Capellmann, Werth ·
2012: Hester, Bechtolsheimer, Dujardin ·
2016: Rothenberger, Schneider, Bröring-Sprehe, Werth ·
2020: von Bredow-Werndl, Schneider, Werth ·
2024: Wandres, von Bredow-Werndl, Werth